# Kirschweiler
Kirschweiler là một xã thuộc huyện Birkenfeld, trong bang Rheinland-Pfalz, phía tây nước Đức. Xã Kirschweiler có diện tích 4,88 km², dân số thời điểm ngày 31 tháng 12 năm 2006 là 1130 người.